# آزمایشگاه روی تراشه

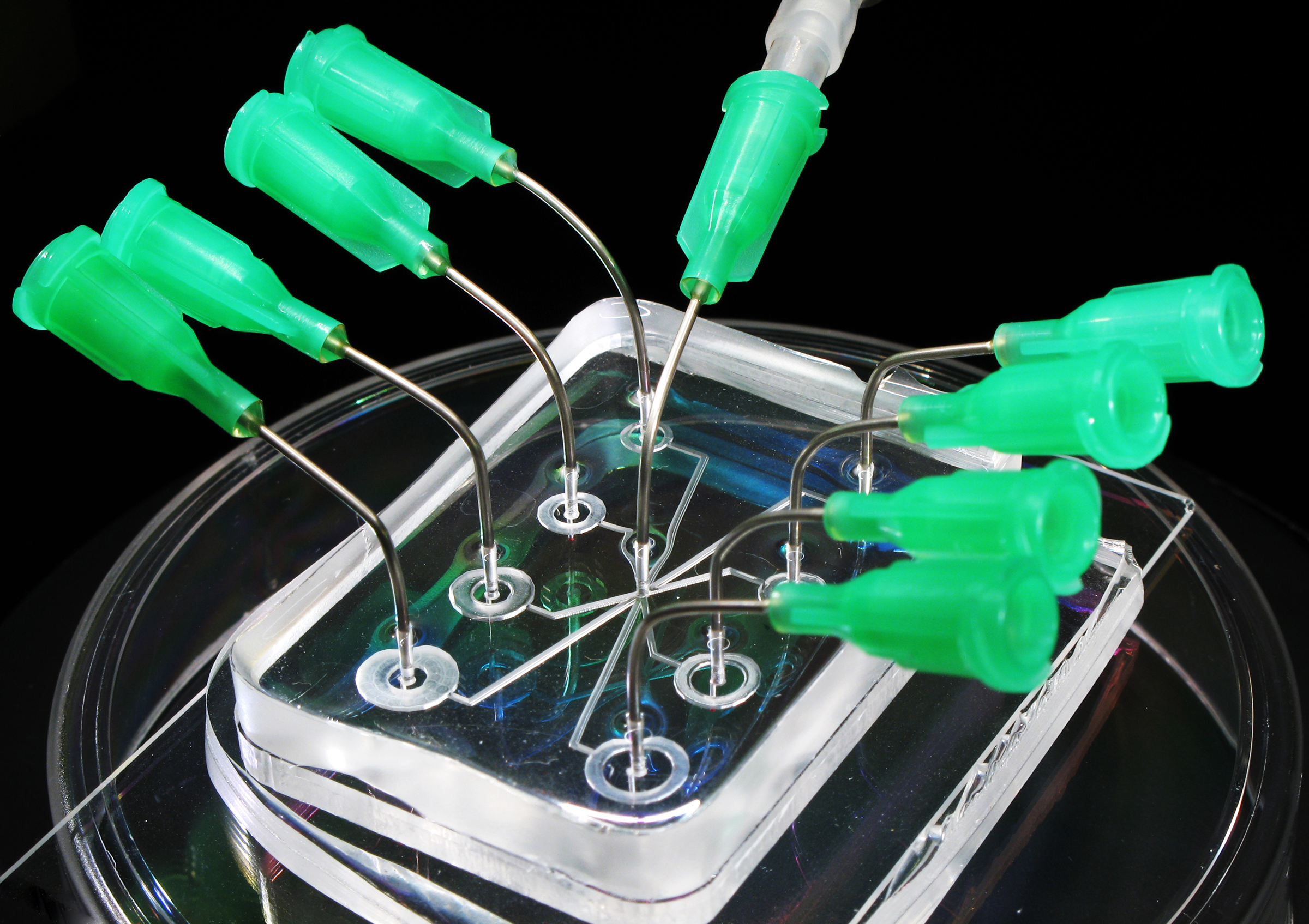
یک آز-تراشه‌ی microfluid (ریزشاره)، سوزن‌هایی به جنس استیل زنگ‌نزن به ضخامت موی انسان به ظرف پلی‌استیرن وارد می‌شوند.

آزمایشگاه روی تراشه یا آز-تراشه (LOC) دستگاهی است که از یک یا چند عملگر آزمایشگاهی روی یک تراشه به ابعاد چندمیلی‌متر یا سانتی‌متر مربع تشکیل شده است. ال‌او‌سی با حجم‌های بسیار کم مایعات حتی کمتر از چند پیکولیتر سروکار دارد و زیر مجموعه‌ای است از دستگاه‌های MEMS که اغلب با نام «میکرو سامانه‌های تحلیل کلی» (µTAS) شناخته می‌شود. مایعات میکرونی (Microfluidics) اصطلاح گسترده‌تری است که دستگاه‌های مکانیکی کنترل جریان مثل پمپ‌ها، سوپاپ‌ها و حسگرهایی شبیه جریان‌سنج‌ها و ویسکومترها را توصیف می‌کند. اصطلاح «آزمایشگاه روی تراشه» بعدها مطرح شد، زمانی که مشخص شد فناوری µTAS به طور گسترده و بیشتر از مقاصد تحلیلی کاربرد دارد.
ماده سازنده
با توجه به الهام‌گرفتن میکروسیال از میکروالکترونیک، اولین مواد مورد استفاده برای ساخت این تراشه‌ها سیلیکون و شیشه بودند. با وجود مزایای این مواد از جمله پایداری شیمیایی، عواملی از جمله گران‌بودن و غیرشفاف‌بودن سبب شد مواد جدیدی برای ساخت تراشه‌ها استفاده شود. در حال حاضر PDMS (polydimethylsiloxane) و دیگر پلیمرهای بر پایه‌ی Siloxane به صورت گسترده‌ای در ساخت تراشه‌های میکروسیالی به کار می‌روند . این ماده مزایای فراوانی برای کاربرد در مصارف زیستی دارد. از جمله اینکه شفافیت آن امکان بررسی به وسیله‌ی میکروسکوپ نوری و فرابنفش را فراهم می‌آورد . در برابر گازهایی همانند ۲O2, CO2, N نفوذپذیر است که این خصوصیت برای بررسی سلول‌های پستانداران در این سامانه‌ کاملاً ضروری است. غیرسمی قابل اتوکلاو است. خواص سطحی این ماده را می‌توان بر اساس نوع کاربرد تراشه تغییر داد.

## تاریخچه
پس از اختراع ریزفناوری (~۱۹۵۴) برای تکمیل ساختارهای نیم‌رسانا در تراشه‌های میکروالکترونیک، این فناوری که مبتنی بر لیتوگرافی بود به سرعت در ساخت حسگرهای فشار استفاده شد. (۱۹۶۶) به دلیل اینکه توسعهٔ بیشتر آنها و معمولاً سازش‌پذیری-سیماس (به انگلیسی: CMOS-compatibility) فرایندها را محدود می‌نمود، ابزاری برای ساختن ساختارهای مکانیکی میکرومتری و زیرمیکرومتری بر ویفرهای سیلیکونی‌ای چند میکرو متری در دسترس قرار گرفت و بدین ترتیب عصر سامانه‌های میکرو الکترو مکانیک (MEMS) (که با نام فناوری سامانه‌ میکرونی نیز شناخته می‌شود. MST) آغاز شد.
پس از حسگرهای فشار، حسگرهای کیسهٔ هوا، باقی ساختارهای مکانیکی متحرک و دستگاه‌های کنترل مایعات مانند: کانال‌ها (اتصال‌های ظریف)، مخلوط کن‌ها، سوپاپ‌ها، پمپ‌ها و دستگاه‌های دوز توسعه یافتند. اولین سامانه‌ تحلیلی ال‌او‌سی یک کروماتوگراف گازی بود که در سال ۱۹۷۹ توسط اس. سی تری در دانشگاه استنفورد ساخته شد. با این حال تنها در اواخر دههٔ ۱۹۸۰ و اوایل ۱۹۹۰ پژوهش ال‌او‌سی در تعداد محدودی از گروه‌های تحقیقاتی در اروپا رشد جدی خویش را آغاز کرد و باعث توسعهٔ مواردی نظیر ریزپمپ‌ها، حسگرهای جریان و نیز گسترش مفاهیمی برای رفتار مایعات اختلاط شده در سامانه‌های آنالیزی شد. مطالعه µTAS نشان داد که مراحل پیش رفتاری اختلاط مایعات که اغلب در مقیاس آزمایشگاهی رخ می‌دهد می‌تواند عملکرد یک حسگر ساده را به تکمیل یک تحلیل آزمایشگاهی سوق دهد، به عنوان مثال تمیزکاری‌های اضافی و مراحل جدایی. در اواسط دههٔ ۱۹۹۰ مشخص شد که فناوری µTAS ابزار جالبی را برای کاربردهای ژنتیک فراهم می‌کند، مثل الکتروفورزهای موئین و میکروآرایه‌های DNA و این مسئله باعث توجه بازار تجاری به این شاخهٔ جدید علمی شد. اولین نهادی که از این تحقیقات حمایت زیادی کرد ارتش و به‌خصوص DARPA (آژانس پروژه تحقیقات پیشرفته دفاعی) بود و منافعشان در این تحقیقات به سامانه‌های تشخیص عامل در جنگ‌های شیمیایی/زیستی برمی‌گشت. ارزش افزوده نه فقط به یکپارچه سازی فرایندهای آزمایشگاه برای تجزیه و تحلیل محدود می‌شد، بلکه امکانات مشخصهٔ اجزای منحصر به فرد و کاربردهای دیگر در فرایندهای آزمایشگاهی غیر تحلیلی را نیز دربرداشت. از این رو با واژه «آزمایشگاه روی تراشه» معرفی شد.
اگرچه کاربردهای ال‌او‌سی نو و نسبتاً کم است اما علاقهٔ روبه رشد شرکت‌های شیمیایی و گروه‌های پژوهش‌های کاربردی در زمینه‌های متفاوت زیر دیده شده است: تحلیل (مانند تجزیه و تحلیل شیمیایی، نظارت بر محیط زیست، تشخیص پزشکی و  یاختمان‌شناسی (به انگلیسی: cellomics)) و شیمی ترکیبی (مثل غربالگری سریع و میکروراکتورها برای اقلام دارویی)
از پژوهش در سامانه‌های ال‌او‌سی انتظار می‌رود علاوه بر توسعهٔ بیشتر در بخش کاربرد قطعات، به کمک نانوتکنولوژی به سمت کاهش مقیاس ساختارهای حمل و کنترل مایعات پیش برود. کانال‌هایی با ابعاد میکرو و نانومتری، پیچ‌های DNA، شناسایی و تحلیل سلول منفرد و نانوحسگرها، اجازه می‌دهد که گونه‌های زیستی و ملکول‌های بزرگ از راه‌های جدیدی با هم واکنش دهند. کتاب‌های زیادی نوشته شده که جنبه‌های مختلفی از این ابزار شامل انتقال مایعات، ویژگی‌های سیستم و کاربردهای زیستی- تحلیلی را پوشش می‌دهد.

## ساختار تراشه و فناوری ساخت
مبنای فرایند ساخت بیشتر ال‌او‌سی‌ها لیتوگرافی نوری است. در ابتدا بیشتر فرایندها بروی سیلیکون بودند، اما توسعهٔ این فرایندها مستقیماً از ساخت نیم‌رسانا ناشی شد. به دلیل درخواست‌هایی مثل ویژگی‌های خاص نوری، سازگاری زیستی /شیمیایی، کاهش هزینه‌های تولید و نمونه سازی سریع‌تر، فرایندهای جدیدی نظیر قلمکاری شیشه، سرامیک و فلز، رسوب و باند، پردازش پلی‌دی‌متیل‌سیلوکسان PDMS (مثل لیتوگرافی نرم)، فیلم ضخیم و استریولیتوگرافی مثل روشهای تکرار سریع از طریق آبکاری الکتریکی، قالب گیری تزریقی و منبت. ال‌او‌سی مرزهای مختلفی نظیر لیتوگرافی مبتنی بر فناوری میکروسامانه‌ها، نانو فناوری و مهندسی دقیق را شامل می‌شود.

## مزایای ال‌او‌سی‌ها
- مصرف حجم کمی از مایعات (اتلاف کمتر، هزینه‌های کمتر و کم بودن حجم نمونه مورد نیاز برای تشخیص)
- تحلیل سریعتر و به دلیل فواصل پخش کوتاه زمان پاسخ گویی کمتر، کوچک بودن ظرفیت گرمایی و به تبع گرم شدن سریع، نسبت بالای سطح به حجم
- کنترل بهتر فرایند به دلیل پاسخ سریع سیستم (به عنوان مثال کنترل گرمایی واکنش‌های شیمیایی گرمازا)
- فشردگی سیستم به دلیل یکپارچگی بیشتر توابع و حجم کم.
- massive parallelization به دلیل فشردگی که اجازهٔ تحلیل با توان عملیاتی بالا را می‌دهد.
- قیمت پایین ساخت تراشه‌ها اجازهٔ تولید انبوه و مقرون به صرفهٔ تراشه‌های یکبار مصرف را می‌دهد.
- صفحات امن‌تر برای مطالعات شیمیایی، رادیواکتیو و بیولوژیکی

## معایب ال‌او‌سی‌ها
- فناوری ال‌او‌سی‌ جدید است و به طور کامل توسعه نیافته.
- اثرات شیمیایی و فیزیکی- مانند نیروهای مویینگی، زبری سطح، واکنش‌های شیمیایی ساخت مواد در فرایندهای انعکاسی – در مقیاس‌های کوچک بیشتر غالب هستند و این باعث پیچیدگی بیشتر فرایندها در ال‌او‌سی‌ها نسبت به تجهیزات مرسوم آزمایشگاهی می‌شود.
- قوانین آشکارسازی نمی‌توانند همیشه به طور مثبت کاهش مقیاس بدهند، همچون به قانون نسبت سیگنال به نویز.
- با وجود اینکه دقت‌های هندسی در ریزساختارها بالاست، آن‌ها در مقایسه با مهندسی دقیق ضعیف‌اند.

## ال‌او‌سی‌ها و سلامت جهانی
فناوری آزمایشگاه روی تراشه ممکن است به سرعت بخش مهمی از تلاش‌های بهبود سلامت جهانی را دربر بگیرد و به‌طورمشخص از طریق توسعهٔ ابزارهای آزمایش در بالین بیمار. در کشورهایی با منابع مراقبت از سلامت کمتر، بیماری‌های واگیردار که در کشورهای توسعه یافته قابل‌کنترل هستند، اغلب کشنده‌اند. در برخی موارد، کلینیک‌های مراقبت از سلامت، داروهایی درمانی برای یک بیماری خاص را دارند اما ابزارهای تشخیصی برای شناسایی بیمارانی که دریافت کننده دارو هستند، را در اختیار ندارند. بسیاری از محققان بر این باورند که فناوری ال‌او‌سی‌ کلیدی قدرتمند برای رهنمون شدن به ابزارهای تشخصی جدید خواهد بود. هدف این محققان ساختن تراشه‌های میکروفلوئیدی است که باعث تجهیز شدن کلینیک‌ها به ابزارهای تشخیصی‌ای مثل ایمنی سنجی و نکلئونیک اسید سنجی بدون نیاز به پشتیبانی آزمایشگاهی خواهد شد.

### تلاشهای جهانی
از آنجایی که ساختن تراشه‌ها اغلب با محدودیت‌های گوناگونی همراه است، تلاش‌هایی که بدین منظور انجام می‌شود باید همواره با موفقیت همراه باشد. در جوامع توسعه یافته، ابزارهای تشخیصی بایستی فاکتورهای مهمی نظیر سرعت، حساسیت و خاص بودن برای ارگانیسم‌های مختلف را دارا باشند؛ اما در کشورهایی که از منابع مراقبت از سلامت کمتری برخوردارند، خواصی مثل سهولت استفاده و زمان انقضای ابزارها نیز باید مورد توجه قرار بگیرد. معرف‌هایی که با چیپ همراهند، برای مثال، باید طوری طراحی شوند که برای ماه‌ها چه چیپ در محیط کنترل شدهٔ هوایی قرار بگیرد چه قرار نگیرد، همچنان مؤثر به کار خودش ادامه بدهد. طراحان چیپ باید مواردی نظیر قیمت، قابلیت تغییر مقیاس و قابلیت بازیافت شدن را در انتخاب مواد و تکنیک‌های ساخت در نظر داشته باشند.

#### مثالهایی از کاربرد جهانی ال‌او‌سی‌
یکی از حوزه‌های فعال تحقیقات ال‌او‌سی‌ شامل راه‌هایی برای تشخیص و مدیریت ویروس ایدز است. امروزه در جهان حدود ۴۰ میلیون نفر به ویروس ایدز مبتلا هستند، که فقط ۱٫۳ میلیون نفرشان مراقبت‌های ضدرتروویروس (به انگلیسی: anti-retroviral) دریافت می‌کنند. حدود ۹۰٪ مبتلایان به ویروس ایدز تاکنون هرگز برای این بیماری آزمایش نشده‌اند. اندازه‌گیری تعداد CD4+ T lymphocytes در خون افراد راهی صحیح و مطمئن برای تشخیص فرد بیمار و دنبال کردن فرایند بیماری است. در حال حاضر، جریان  یاخته‌سنجی (به انگلیسی: cytometry) استانداردی طلایی برای تعداد شامل CD4 است، اما جریان یاخته‌سنجی  فناوری پیچیده‌ای دارد که در بیشتر کشورهای در حال توسعه به دلیل نیاز به متخصصین و تجهیزات گران‌قیمت در دسترس نیست. اما اخیراً پروفسور آیدوگان اوزکان یاخته‌سنجی با قیمتی معادل فقط ۵دلار را ایجاد کرده است.

## مجلات
- "Lab on a Chip"
- "Journal of Microelectromechanical Systems"
- "Journal of Micromechanics and Microengineering"
- "Biomicrofluidics"
- "Microfluidics and Nanofluidics"

## کتاب
- (2003) Edwin Oosterbroek & A. van den Berg (eds.): Lab-on-a-Chip: Miniaturized systems for (bio)chemical analysis and synthesis, Elsevier Science, second edition، 402 pages. ISBN 0-444-51100-8.
- (2004) Geschke, Klank & Telleman, eds. : Microsystem Engineering of Lab-on-a-chip Devices، 1st ed, John Wiley & Sons. ISBN 3-527-30733-8.
- (2009) Herold, KE; Rasooly, A (eds) (2009). Lab-on-a-Chip Technology: Fabrication and Microfluidics. Caister Academic Press. ISBN 978-1-904455-46-2.
- (2009) Herold, KE; Rasooly, A (eds) (2009). Lab-on-a-Chip Technology: Biomolecular Separation and Analysis. Caister Academic Press. ISBN 978-1-904455-47-9.
- (2010) Yehya H. Ghallab, Wael Badawy (2010). Lab-on-a-chip: Techniques, Circuits, and Biomedical Applications. Artech House. ISBN 1-59693-418-2، 9781596934184.220 pages PREVIEW